# Огата Корін
Оґата Корін (яп. 尾形光琳; 1658, Кіото — 1716, Кіото) відомий японський художник зламу 17-18 століть.

## Біографія

### Весела молодість
Народився в Кіото, старій столиці Японії. Батько Оґата Сокен був заможним торговцем текстилем, а його тканини брав навіть двір імператора Японії і вельможі. Також Сокен знався на каліграфії та поезії. В родині був ще брат-гончар Оґата Кендзан.
Заможність родини і молодість в столиці дозволили Коріну вести образ життя золотої молоді — веселе дозвілля, вечірки, музика. Він би й надалі марнував життя, аби не банкрутство батька і коштовний камінь могутнього таланту, що подарувала йому природа.

### Коштовний камінь таланту

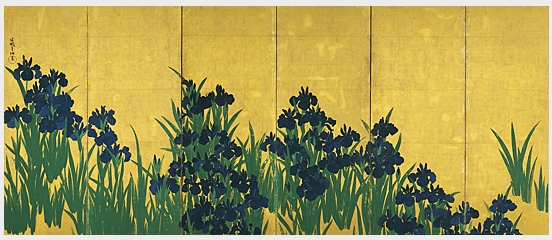
Японські півники

Обидва брати отримали художню освіту. Але молодший більше займався керамікою. Спочатку навчався у Ямамото Сокена, представника школи Кано. Корін багато малював з натури, що значно розширило репертуар його художніх засобів і можливостей. Але починав з копіювання уславлених зразків — розписів ширм своїх попередників — того ж Таварая Сотацу (1600—1643).
В давній культурній столиці Кіото накопичилися значні мистецькі збірки, що дало змогу Коріну познайомитися з творами відомого художника по лаку і каліграфа Хон'амі Коецу (1558—1637), впливи мистецтва якого він відчував завжди.
В мистецтві Японії не було жорсткого розподілу на престижні і непрестижні витвори мистецтва, як це було в Європі. Обидва брати бралися розмальовувати віяла, посуд, сувої. Ймовірно, обдарованість Огата Корина була більшою. І той наполегливо і завзято працював над розписом ширм, що стали видатним явищем мистецтва.

### Перелік деяких творів майстра
- Віяло «Осінні квіти і трави»
- Сувой «Три кошики з квітами»

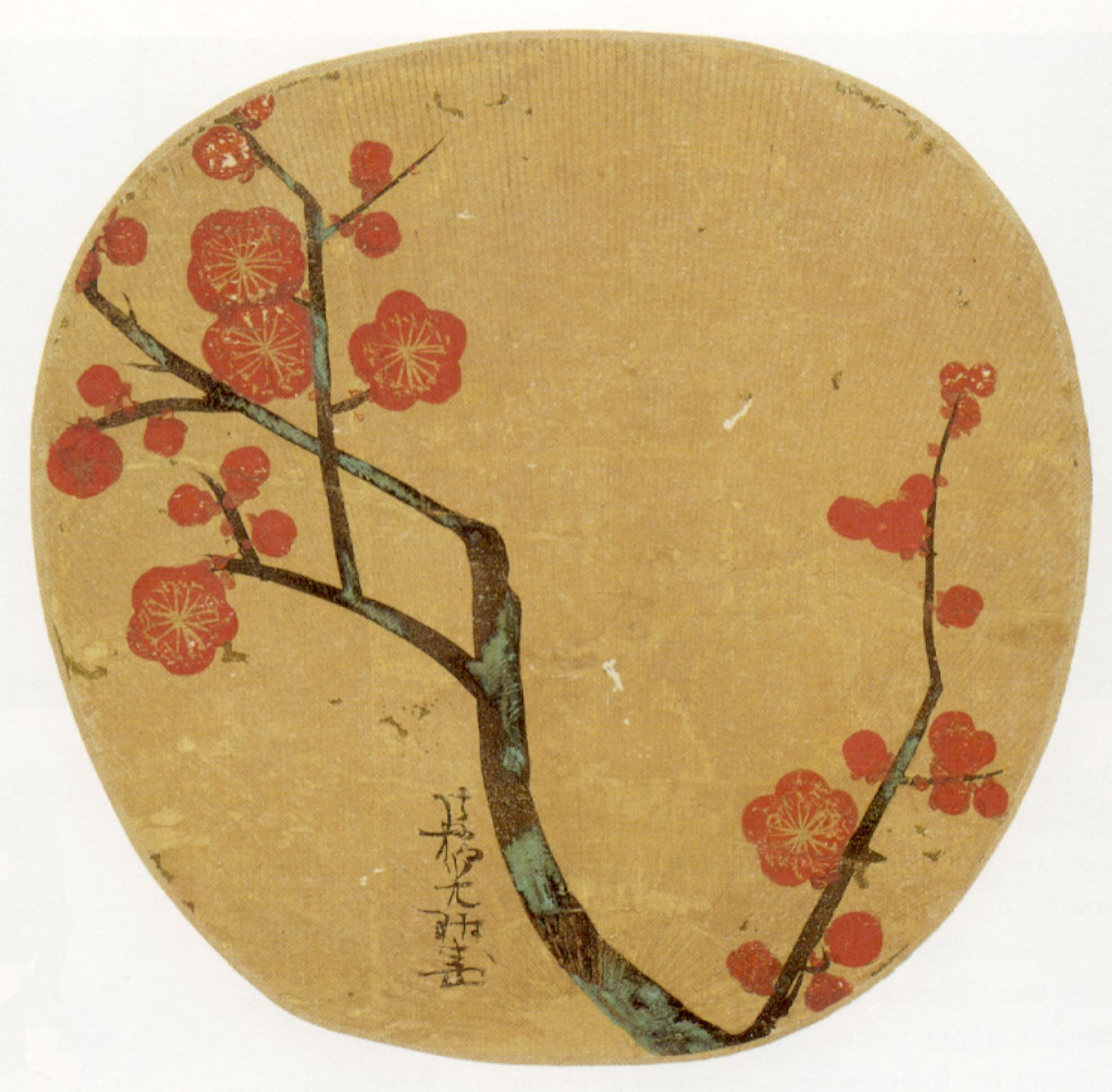
Розпис віяла «Червоні квіти сливи»

- Скринька для письмового приладдя «Суміное»
- Ширма «Боги вітру і грому», копія з Сотацу
- Ширма «Мацусіма», копія з Сотацу
- Ширма «Бамбук і квіти сливи мейхуа»
- Ширма «Морські хвилі»
- Ширма « Мальви і павичі»
- Ширма «Червона і біла сливи»
- Ширма «Японські півники», декілька повторень

## Увічнення пам'яті

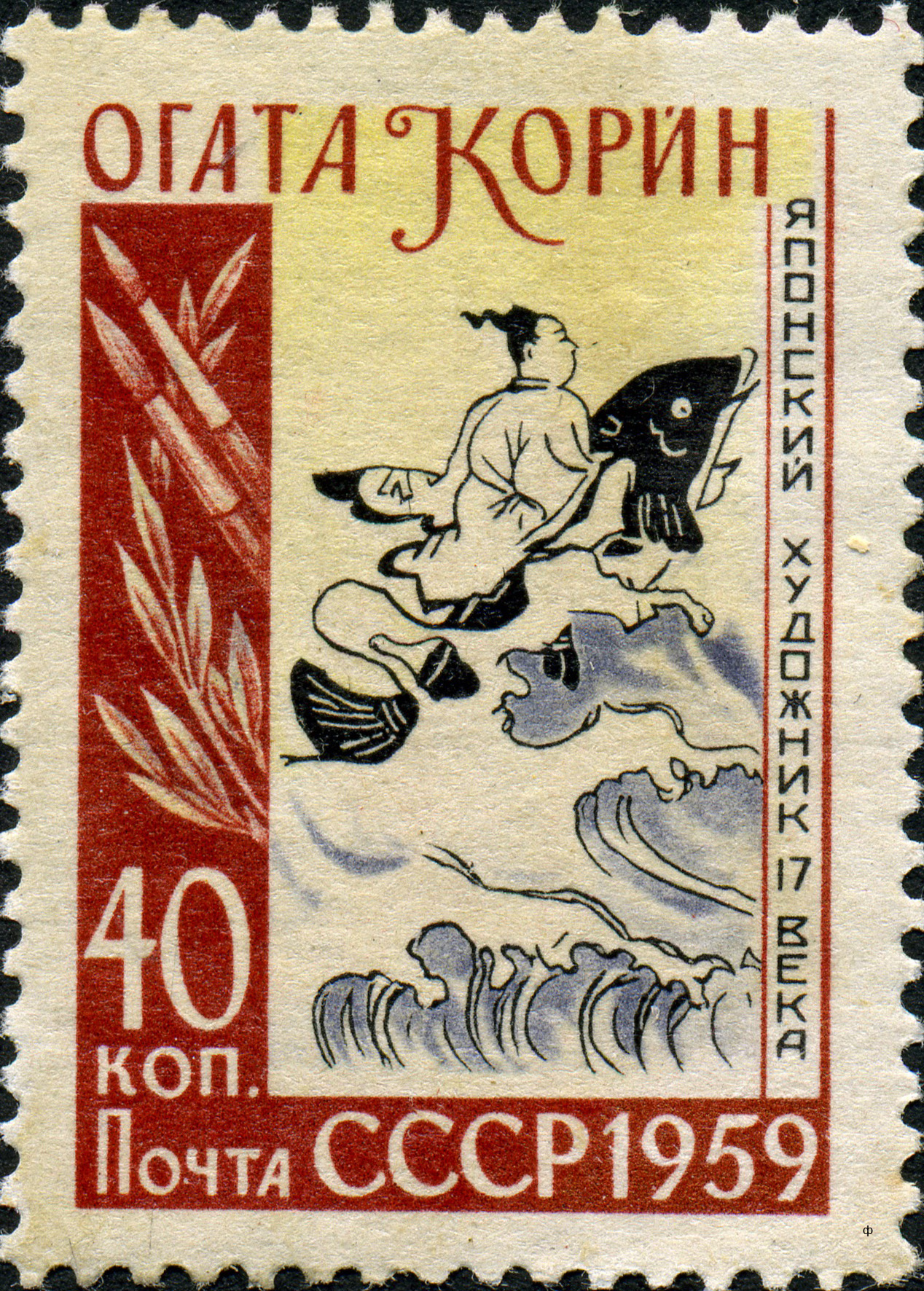

- На початку 19 ст. японець Сакай Хьоіцу випустив з друку понад 100 копій-дереворитів з творів Коріна.
- Частка творів Коріна в сучасній країні отримала почесний статус «Національний скарб Японії».
- В СРСР на честь видатного художника випустили марку у 1959 році.